# Boreus
Genre
Synonymes
- Fuscoboreus Nikolajev, 2003[1]

Boreus est un genre d'insectes de l'ordre des mécoptères, de la famille des Boreidae.

## Les espèces d'Europe
Selon Fauna Europaea (2 janvier 2022)
- Boreus chadzhigireji

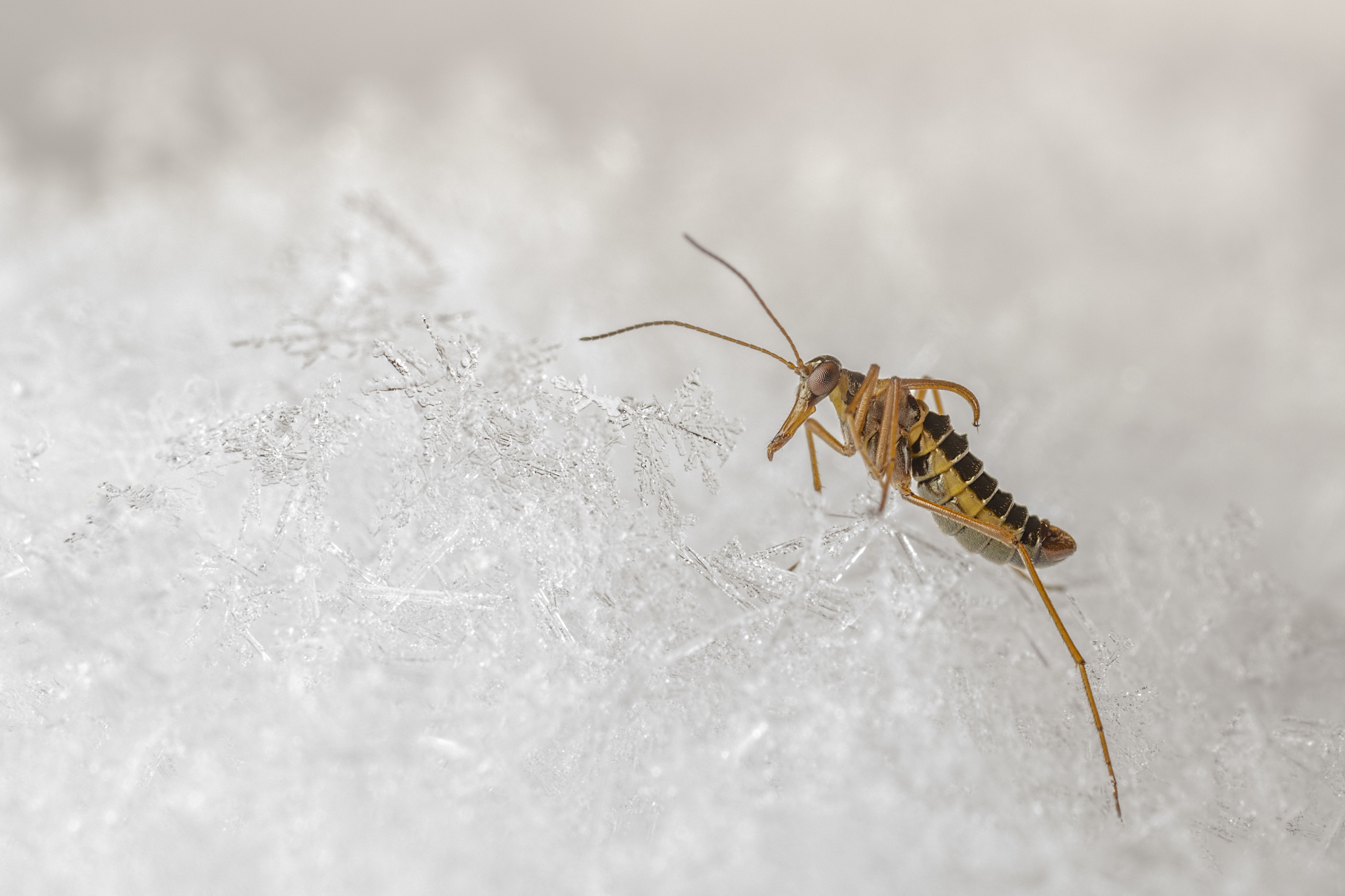
Une espèce de Boreus en hiver, vers Pärnu, en Estonie. Février 2020.

- Boreus hyemalis, la puce des neiges
- Boreus lokayi
- Boreus navasi
- Boreus westwoodi

## Liste des espèces
Liste des espèces selon GBIF (2 janvier 2022) :
- Boreus beybienkoi Tarbinsky, 1962
- Boreus bomari Byers & Shaw, 2000
- Boreus borealis Banks, 1923
- Boreus brumalis Fitch, 1847
- Boreus californicus Packard, 1870
- Boreus chadzhigireji Pliginsky, 1914
- Boreus chagzhigireji Pliginsky, 1914
- Boreus coloradensis Byers, 1955
- Boreus elegans Carpenter, 1935
- Boreus hyemalis (Linnaeus, 1767)
- Boreus insulanus Blades, 2002
- Boreus intermedius Lloyd, 1934
- Boreus jacutensis Plutenko, 1984
- Boreus jezoensis Hori & Morimoto, 1996
- Boreus kratochvili Mayer, 1938
- Boreus lokayi Klapálek, 1901
- Boreus navasi Pliginsky, 1914
- Boreus nivoriundus Fitch, 1847
- Boreus nix Carpenter, 1935
- Boreus orientalis Martynova, 1954
- Boreus pilosus Carpenter, 1935
- Boreus reductus Carpenter, 1933
- Boreus semenovi Pliginsky, 1930
- Boreus sjostedti Navás, 1926
- Boreus tardokijanensis Plutenko, 1985
- Boreus vlasovi Martynova, 1954
- Boreus westwoodi Hagen, 1866